# 게르트 폰 룬트슈테트
카를 루돌프 게르트 폰 룬트슈테트(독일어: Karl Rudolf Gerd von Rundstedt, 1875년 12월 12일 - 1953년 2월 24일)는 제2차 세계대전 당시 독일 육군의 원수(Generalfeldmarschall)였다. 그는 전쟁 당시 야전 사령관 중에서 가장 높은 위치를 차지하고 있었으며 아돌프 히틀러와 장갑을 낀 채로 악수할 수 있었던 몇 안 되는 권력자 중 한 명이었다.
프로이센 귀족 가문에서 태어나 독일제국군에 입대해 제1차 세계대전을 통해 착실하게 승진을 거듭했다. 전간기 동안에도 그의 경력은 지속되었으나 결국 은퇴했다. 그럼에도 불구하고 제2차 세계대전이 시작되자 폴란드 전역에서 남부집단군의 사령관으로 복귀하였다. 1940년 7월 19일 야전 원수로 승진한 그는 황색 작전(Fall Gelb)동안 거대한 집단을 지휘했다. 러시아 전역에서 남부집단군을 지휘해 키에프 전투에서 거대한 소련군을 포위하는데 성공했다. 바르바로사 작전 실패의 책임을 지고, 그도 많은 사령관들과 함께 히틀러에 의해 물러났다. 그러나 1942년 OB West로 불렸다. 1945년 3월 히틀러에 의해 면직당할 때까지 다시 지휘관(몇번의 방해)이 되었다가 연합군의 포로가 되었다.
그는 전쟁 범죄로 기소되었으나 건강상의 문제로 1948년 석방되었고, 하노버에서 살다가 1953년에 죽었다.

## 어린 시절
그는 현재의 작센안할트(Saxony-Anhalt) 지역에 해당하는 아셰르슬레벤(Aschersleben)에서 프로이센 귀족 집안의 아들로 태어나 1892년 독일군에 입대하였고, 1902년 단 160명의 신입생만을 받으며 재학생의 75%를 시험으로 솎아내는 엘리트 사관학교에 입학하였다. 제1차 세계대전을 거치며 승진을 거듭한 그는 1918년 소령이 되어 사단 참모장으로 임명되었다.
제1차 대전 종전 이후 룬트슈테트는 10만명 규모로 작아진 육군(바이마르 공화국군)에서 복무를 지속, 1932년 제3보병사단의 사단장이 되었지만 프란츠 폰 파펜(Franz von Papen)이 계엄을 선포하고 그의 사단을 동원하여 내각에서 나치(Nazi)당원을 발본색원하고자 하였을 때 협박을 받고 사임하였다. 1938년 수데텐란트를 차지한 제2군 사령관에 임명되었으나 독일 육군 최고사령부(OKH) 총사령관 베르너 폰 프리치(Werner von Fritsch)가 게슈타포(Gestapo)의 모함을 받고 강제퇴역되자 룬트슈테트는 1938년 은퇴하였다. 퇴역한 룬트슈테트에게 제18보병연대의 연대장 참모란 명예직에 임명했고, 룬트슈테트는 자주 보병 연대장 유니폼과 훈장을 달았고, 그의 경력이 끝날때까지 야전 원수 어깨 휘장으로 사용하였다. 어떤 때는 그를 연대장으로 착각하였지만, 그는 단순하게 웃으며 즐거워했다.

## 제2차 세계대전
1939년 9월 제2차 세계대전이 발발하자 룬트슈테트는 다시 소환되어 남부 집단군을 지휘, 폴란드 침공을 성공적으로 수행하였다. 이후 군을 서쪽으로 돌려 만슈타인(Manstein)의 프랑스 침공(황색 작전, Fall Gelb)을 지원한 그는 이 전투 기간 동안 7개 전차사단과 3개 기계화 보병사단, 그리고 35개 일반 보병사단을 지휘하였다.
1940년 5월 14일 하인츠 구데리안(Heinz Guderian)의 기갑사단이 뫼즈(Meuse)강을 도하하여 연합군 전선에 구멍을 뚫었다. 룬트슈테트는 보병 지원이 없는 상태로 기갑사단의 생존은 어렵다는 생각을 가지고 있어 보병이 당도할 때까지 진격을 일시 중단하였는데, 그로 인하여 영국군은 덩케르크(Dunkirk)에서 철수할 시간을 벌 수가 있었다. 이 사건은 이후 수년간 논쟁거리가 되었다. 룬트슈테트는 이 명령이 히틀러(Hitler)의 결정이었으며, 또한 히틀러는 남아있는 영국군에게 자비로운 모습을 보여주면 영국이 평화 조약을 맺을 것이라고 생각하였다고 주장하였다. 히틀러의 본심이 무엇이었는가의 문제는 이제 확인할 수 없고, 그가 망설임 끝에 마지못해 내린 결정일지도 모르는 일인데다가, 일단 히틀러가 룬트슈테트에게 일임한 이상 이 일의 최종 명령은 룬트슈테트가 내린 것임은 부인할 수 없는 일이고, 그렇다고 프란츠 할더(Franz Halder)의 분노를 이해하기도 쉬운일만은 아니다.
1940년 7월 19일 룬트슈테트는 야전원수로 승진하여 바다사자 작전(Operation Sealion)에 참여하게 되었다. 작전이 취소된 이후에는 룬트슈테트는 네덜란드, 벨기에, 프랑스의 주둔군 지휘와 해안방어의 임무가 주어졌다.

### 바르바로사 작전
1941년 6월 룬트슈테트는 52개 보병사단과 5개 기갑사단으로 구성된 남부 집단군(Army Group South) 지휘관 자격으로 바르바로사 작전(Operation Barbarossa)에 참여하여 소련 영토로 진군하였다. 초기의 진행은 느렸지만 9월에는 스탈린이 사수를 결정한 키예프(Kiev)를 이중 포위망 구축으로 점령하였다. 이 도시는 드네프르(Dnieper) 강이 동서로 관통하여 흐르는 곳으로, 노획된 소련측의 기록에 따르면 독일군이 이곳에서 665,000명의 소련군을 포로를 잡는 엄청난 전공을 기록하였다고 한다. 그러나 이러한 소련측의 기록은 이전에 발생한 피해를 모두 합산한 것으로, 독일 역시 이 기록은 과장된 것이라고 생각하였다. 실제 키에프의 소련군 규모는 452,000명이었으며, 이중 150,541명이 포위망 구축 직전까지 빠져나갔으며, 나머지 300,000명의 소련군 병력이 포로가 되거나 전사하였다. 전투 이후 룬트슈테트는 동쪽으로 진군을 계속하여 하르코프(Kharkov)와 로스토프(Rostov)를 공격하였다. 겨울 내내 강행군을 계속한 룬트슈테트는 히틀러에게 이젠 진군을 멈추어야 할 시기라고 조언하였지만 히틀러는 이를 거절하였다.
11월 룬트슈테트는 심장 발작을 일으켰지만 입원을 거부하고 지휘를 계속하여 11월 21일 로스토프에 당도하였다. 소련의 역공에 후퇴하게 된 룬트슈테트는 재차 히틀러에게 철군을 요청했지만 히틀러는 분노하여 그를 발터 폰 라이헤나우(Walther von Reichenau) 장군으로 교체해버렸다.

### 서부 전선

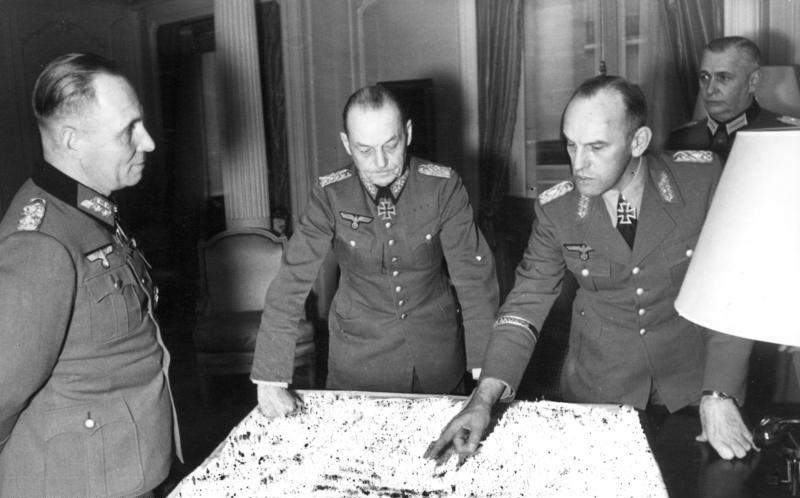
게르트 폰 룬트슈테트가 중앙, 에르빈 룸멜이 왼쪽, 알프레드 게스와 보도 지멜만이 오른쪽에 위치하고 있다.

히틀러가 룬트슈테트를 다시 찾은 것은 1942년 3월이었다. 룬트슈테트는 다시금 서부전선의 지휘(OB West)를 담당하게 되었다. 그러나 그는 마지못해 이 일을 맡았고, 1943년 가을까지 전체 대서양 해안가에 이렇다할 방어선도 구축하지 않았다. 명목상 룬트슈테트의 휘하였지만 사실상 교체에 가까운 형태로 롬멜(Rommel)이 부임하고 나서야 대서양 방어선이 구축되기 시작하였다. 룬트슈테트는 기갑전력을 전선 후방에 배치하여 그때 그때 연합군이 상륙하는 곳으로 달려가 타격하는 방식을 제안하였고, 기갑부대 지휘관 슈베펜부르크(Schwuppenberg)도 이를 지지하였다. 반면 롬멜은 연합군의 함포 사격 사정권을 겨우 벗어난 해안가 가까운 위치에 기갑부대를 배치하여 기갑부대 이동중 연합군의 항공기 공격 피해를 최소화하여야 한다고 주장하였다. 이는 아프리카 전선에서 겪은 뼈아픈 고생에 따른 결과였다. 연합군의 항공기들은 독일 기갑부대가 낮 동안 이동하는 것을 봉쇄하였고, 밤에도 꾸준히 방해를 하였던 것이다. 롬멜은 연합군의 상륙지가 의심의 여지 없이 노르망디(Normandy) 부근이 될 것이라 생각하고 이곳에 최소한의 기갑전력을 배치해야 할 것이라고 주장하였다. 그러나 연합군의 상륙이 노르망디에서 일어날 것 같지 않다고 생각한 룬트슈테트는 롬멜의 제안이 미친 도박과 같은 것이라고 주장하였다. 하지만 그동안의 굼뜬 활동으로 인하여 룬트슈테트의 지휘권은 이미 거의 소진된 상채였고, 롬멜은 자신의 의지를 관철시킬 수 있었다. 기갑사단들은 분산배치 되었으며, 세느(Seine) 강 서쪽의 북프랑스 연안에는 두개의 사단, 노르망디 구역에 한개 사단이 배치되었다. 1944년 6월 노르망디 상륙작전이 개시되면서 룬트슈테트는 히틀러에게 연합군과 평화회담을 개최할 것을 주장하였고, 히틀러는 그를 귄터 폰 클루게(Gunther von Kluge) 장군으로 교체하는 것으로 대답을 대신했다.
7월 20일 룬트슈테트는 구데리안, 빌헬름 카이텔(Wilhelm Keitel)과 같이 히틀러 암살음모에 연루되거나 연루 의심을 받아 축출된 장교들의 군사재판을 담당하였다. 이후 이들은 판사 롤란트 프라이슬러(Roland Freisler)에게 넘겨졌고, 많은 수가 처형되었다.
1944년 8월 중순 귄터 폰 클루게 원수가 암살음모에 연루되어 히틀러의 명령으로 자살하면서 발터 모델이 서부전선 총사령관과 B집단군 사령관을 겸임하게 되었고, 9월 4일 룬트슈테트가 다시 OB West로 임명되었다. 발터 모델이 지휘하는 B집단군이 마켓 가든 작전에서 승리를 거두면서 룬트슈테트는 프랑스에서 무사히 퇴각에 성공한 G집단군을 주공으로 하여 독자적인 공세 계획을 수립하였지만 이를 실천으로 옮기지는 못했다. 이후 히틀러가 주도한 앤트워프(Antwerp) 수복을 위한 공세(벌지 전투)작전에 반대하였으나 자신의 주장을 적극적으로 작전 회의에서 주장하지는 않았고, 회의에 출석조차 하지 않아 참모장인 지크프리트 베스트팔 장군을 대리 출석시키는 경우가 더욱 많았다. B집단군 사령관 발터 모델과 제5기갑군 사령관 핫소 폰 만토이펠 기갑대장이 초기 작전안을 대폭 수정하면서 아르덴 대공세의 초기 성과는 놀라운 것이었으나 결국 실패로 끝났다.
1945년 3월 레마겐의 철교가 연합군에 탈취된 책임을 지고 해임당한다. 독일군 장성들의 오랜 존경을 받아온 고참 지휘관이었지만, 노르망디 상륙 이후의 그는 이름 뿐인 서부전선 총사령관이었다고 한다.

## 전쟁 이후

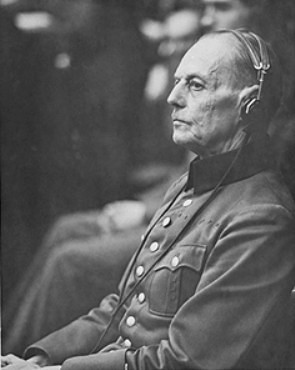
게르트 폰 룬트슈테트

룬트슈테트는 1945년 5월 1일 미국 제36 보병사단(US 36th Infantry Division)에 체포되었다. 심문에다 심장발작으로 괴로운 나날들이 지속되었고, 그는 영국으로 이송되어 수감되었다. 그는 소련 영내에서 벌어진 대략학살의 책임자로 영국에 의해 전범으로 기소되었다. 그의 부하였던 제 6군의 사령관 발터 폰 라이헤나우가 1941년 10월 10일 명령한 악명높고 유혈낭자한 '라이헤나우 명령서(Reichenau Order)' 때문이었다. 당시 룬트슈테트는 라이헤나우 명령서의 사본을 받고 이를 그의 휘하 다른 부대들에 전달하여 향후 그러한 양식을 따라서 명령을 하달할 것을 지시하였다. 그는 또한 처형부대(Einsatzgruppen)에도 협력적이었던 것으로 기록되었다. 이에 룬트슈테트는 무장친위대(SS)의 강요 때문에 어쩔 수 없었다고 항변했지만 무죄로 받아들이기엔 너무나 큰 사안이었다. 그러나 사실상 그는 한번도 재판을 받지 않았는데, 그의 건강 상태가 악화되었기 때문이기도 하지만 미국 기소 수행 팀이 영국의 기소에 대하여 정치적인 이유가 있는 것으로 의심했기 때문이었다. 그는 1948년 석방되었고, 1953년까지 하노버(Hannover)에서 살다가 숨을 거두었다.

## 가족
1902년 1월 22일 루이즈 빌라 폰 고츠(Luise Bila von Gotz, ~1952)와 결혼한 룬트슈테트는 다음해 1903년 아들 한스(Hans Gerd von Rundstedt)를 낳았지만 한스는 그가 석방되던 해인 1948년 사망하였다.

## 참고 자료
- Bungay, Stephen (2000). The Most Dangerous Enemy: A History of the Battle of Britain. London: Aurum Press. ISBN 1-85410-721-6(hardcover), ISBN 1-85410-801-8(paperback 2002).
- Blumentritt, Günther (1952). Von Rundstedt: The Man and the Soldier. London: Odhams Press
- Fellgiebel, Walther-Peer (2000). Die Träger des Ritterkreuzes des Eisernen Kreuzes 1939-1945. Friedburg, Germany: Podzun-Pallas. ISBN 3-7909-0284-5.
- Kershaw, Ian (2008). Fateful Choices: Ten Decisions That Changed the World, 1940-1941. London: Penguin Books.
- Liddell Hart, B. H. (1948). The German Generals Talk, New York: William and Morrow. chap. 7
- Messenger, Charles (1991). The Last Prussian: A Biography of Field Marshal Gerd von Rundstedt, 1875-1953. London: Brassey's. ISBN 0-08-036707-0.
- Schaulen, Fritjof (2005). Eichenlaubträger 1940 - 1945 Zeitgeschichte in Farbe III Radusch - Zwernemann (in German). Selent, Germany: Pour le Mérite. ISBN 3-932381-22-X.
- Scherzer, Veit (2007). Ritterkreuzträger 1939–1945 Die Inhaber des Ritterkreuzes des Eisernen Kreuzes 1939 von Heer, Luftwaffe, Kriegsmarine, Waffen-SS, Volkssturm sowie mit Deutschland verbündeter Streitkräfte nach den Unterlagen des Bundesarchives (in German). Jena, Germany: Scherzers Miltaer-Verlag. ISBN 978-3-938845-17-2.
- Ziemke, Earl (1989). "Gerd Von Rundstedt" in Hitler's Generals, ed. Correlli Barnet, New York: Grove Weidenfeld.